# Pla de Vistabella
El Pla de Vistabella o també anomenat Polje de Vistabella és un altiplà situat al nord-oest de la província de Castelló a la comarca de l'Alcalatén, concretament a la població de Vistabella del Maestrat. És un altiplà amb una altitud prou alta, ja que sobrepassa els 1.100 metres, enclavat entre el massís de Penyagolosa i les serres de la Batalla i de Mayabona a la província de Terol, entre les poblacions de Vistabella del Maestrat i Puertomingalvo. Aquest pla es troba a les faldes del pic del Penyagolosa i també forma part del Parc Natural del Penyagolosa.